# Bolesław Borysiuk
Bolesław Borys Borysiuk (ur. 1 maja 1948 w Jałowcu) – polski polityk, historyk, politolog, przedsiębiorca, działacz PZPR, poseł na Sejm V kadencji.

## Życiorys

### Wykształcenie i praca zawodowa
W 1971 ukończył studia na Wydziale Historycznym Uniwersytetu Warszawskiego z tytułem zawodowym magistra. Doktorat poświęcony ruchowi oporu na północy Lubelszczyzny obronił eksternistycznie w 1979 w Wyższej Szkole Nauk Społecznych przy Komitecie Centralnym PZPR. W 1989 ukończył na tej uczelni studia podyplomowe z zakresu stosunków międzynarodowych.
W latach 1966–1972 działał w Zrzeszeniu Studentów Polskich, w którym od 1971 był sekretarzem Rady Naczelnej. W latach 80. przez kilka miesięcy pełnił funkcję zastępcy redaktora naczelnego tygodnika „Rzeczywistość” – organu tzw. twardogłowej frakcji PZPR. W okresach 1972–1977 i 1983–1990 był sekretarzem Towarzystwa Przyjaźni Polsko-Radzieckiej.
Od 1977 do 1981 pracował jako zastępca sekretarza redakcji w Wydawnictwie Współczesnym, a w latach 1981–1983 jako adiunkt na Akademii Teatralnej w Warszawie. Doradzał spółce Art-B. Współpracował z jej współwłaścicielem Bogusławem Bagsikiem. W 1991 z jego pomocą rozpoczął prowadzenie działalności gospodarczej m.in. w Rosji i na Ukrainie. Był też prezesem Forum Polska-Ukraina-Wschód. Do 2005 zasiadał w zarządzie Spółdzielni Mieszkaniowej „Rodzina” w Warszawie oraz radzie nadzorczej spółki Edytor.
W listopadzie 2007 został zatrudniony w Telewizji Polskiej na stanowisku specjalisty w biurze kadr, szkoleń i spraw socjalnych, a od stycznia do sierpnia 2009 był doradcą p.o. prezesa TVP Piotra Farfała.
Jest autorem kilku książek, m.in. Lata walki (1983), za którą otrzymał Nagrodę Ministra Obrony Narodowej III stopnia.

### Działalność publiczna
Od 1971 do rozwiązania należał do Polskiej Zjednoczonej Partii Robotniczej. W wyborach samorządowych w 1998 bezskutecznie ubiegał się o mandat radnego sejmiku mazowieckiego z listy Sojuszu Lewicy Demokratycznej. W 2002 został doradcą Samoobrony RP. Stanął na czele jej władz miejskich w Lublinie. W wyborach do Parlamentu Europejskiego w 2004 bez powodzenia kandydował z listy tej partii w okręgu olsztyńsko-białostockim (otrzymał 12 031 głosów).
Rok później uzyskał w wyborach parlamentarnych mandat poselski na Sejm V kadencji z okręgu lubelskiego liczbą 8256 głosów. Wszedł w skład prezydium klubu parlamentarnego Samoobrony RP. Pełnił funkcję wiceprzewodniczącego Komisji Pracy. Zasiadał też w Komisji Gospodarki. W latach 2005–2007 wchodził w skład Rady Służby Cywilnej. W przedterminowych wyborach parlamentarnych w 2007 bez powodzenia ubiegał się o reelekcję (otrzymał 2432 głosy).
Wkrótce po wyborach współtworzył Partię Regionów. 18 kwietnia 2009 został jej prezesem. W wyborach do PE w 2009 był kandydatem z listy Libertas w okręgu łódzkim (dostał 1313 głosów).
W wyborach parlamentarnych w 2011 był kandydatem do Senatu z ramienia Sojuszu Lewicy Demokratycznej (w ramach porozumienia SLD i Partii Regionów). W sierpniu 2014 stanął na czele Związku Zawodowego Rolnictwa i Obszarów Wiejskich „Regiony”. W wyborach samorządowych w tym samym roku reprezentował Partię Regionów i działający przy niej związek na liście SLD Lewica Razem do sejmiku lubelskiego, także nie uzyskując mandatu. W 2015 powołany do zarządu Związku Polskich Parlamentarzystów. 16 stycznia 2017 kierowana przez niego Partia Regionów została wyrejestrowana. W 2019 jako bezpartyjny startował do Sejmu z listy SLD, nie uzyskując mandatu. W 2023 jako przedstawiciel ZZRiOW „Regiony” został powołany przez ministra rolnictwa i rozwoju wsi w skład Rady Ubezpieczenia Społecznego Rolników.

## Życie prywatne
Jest żonaty. Ojciec Piotra i Tomasza.